# هيو نيلسون (سياسي أسترالي)
هيو نيلسون (بالإنجليزية: Hugh Nelson)‏ هو سياسي أسترالي، ولد في 31 ديسمبر 1835 في المملكة المتحدة، وتوفي في 1906 في توومبا في أستراليا.

## مناصب
- انتخب وزير مالية كوينزلاند [الإنجليزية]‏.
- انتخب Member of the Queensland Legislative Council ‏ (13 أبريل 1898 – 1906).
- انتخب عضو مجلس الشورى البريطاني.
- انتخب عضو المجلس التشريعي ولاية كوينزلاند عن دائرة Electoral district of Murilla [الإنجليزية]‏ (28 أبريل 1888 – 13 أبريل 1898).
- انتخب Premier of Queensland [الإنجليزية]‏ (27 أكتوبر 1893 – 13 أبريل 1898).